# Góry Kastylijskie

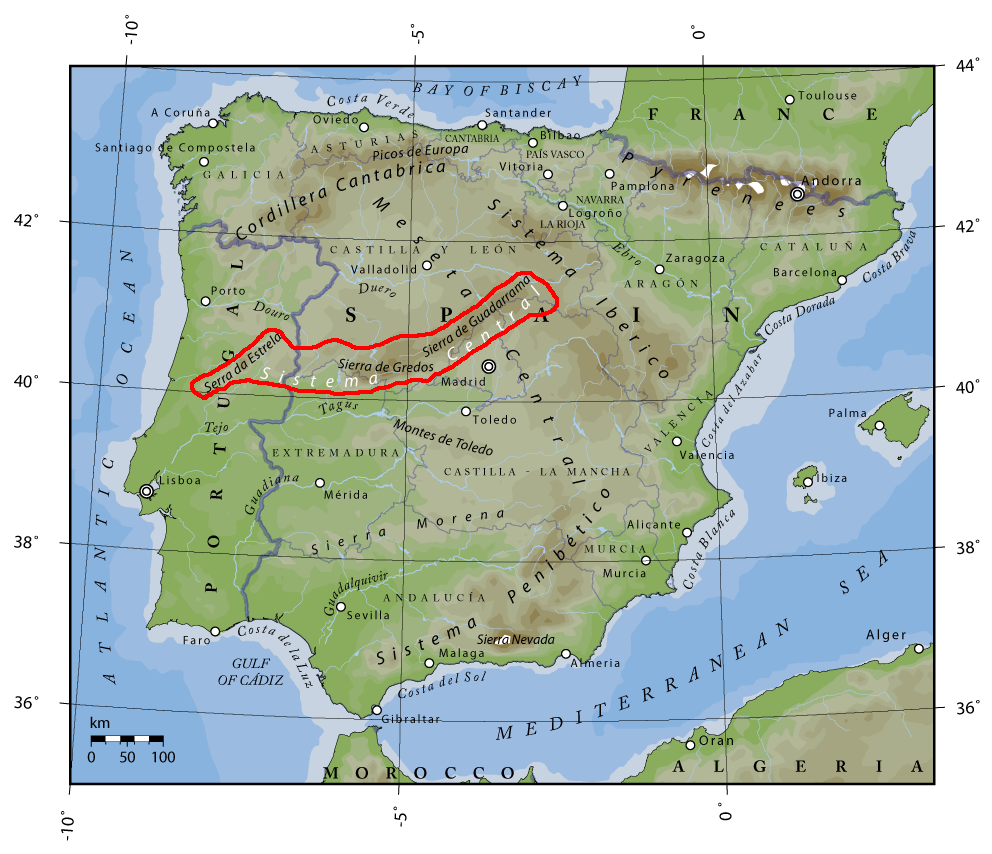
Góry Kastylijskie (Sistema Central).

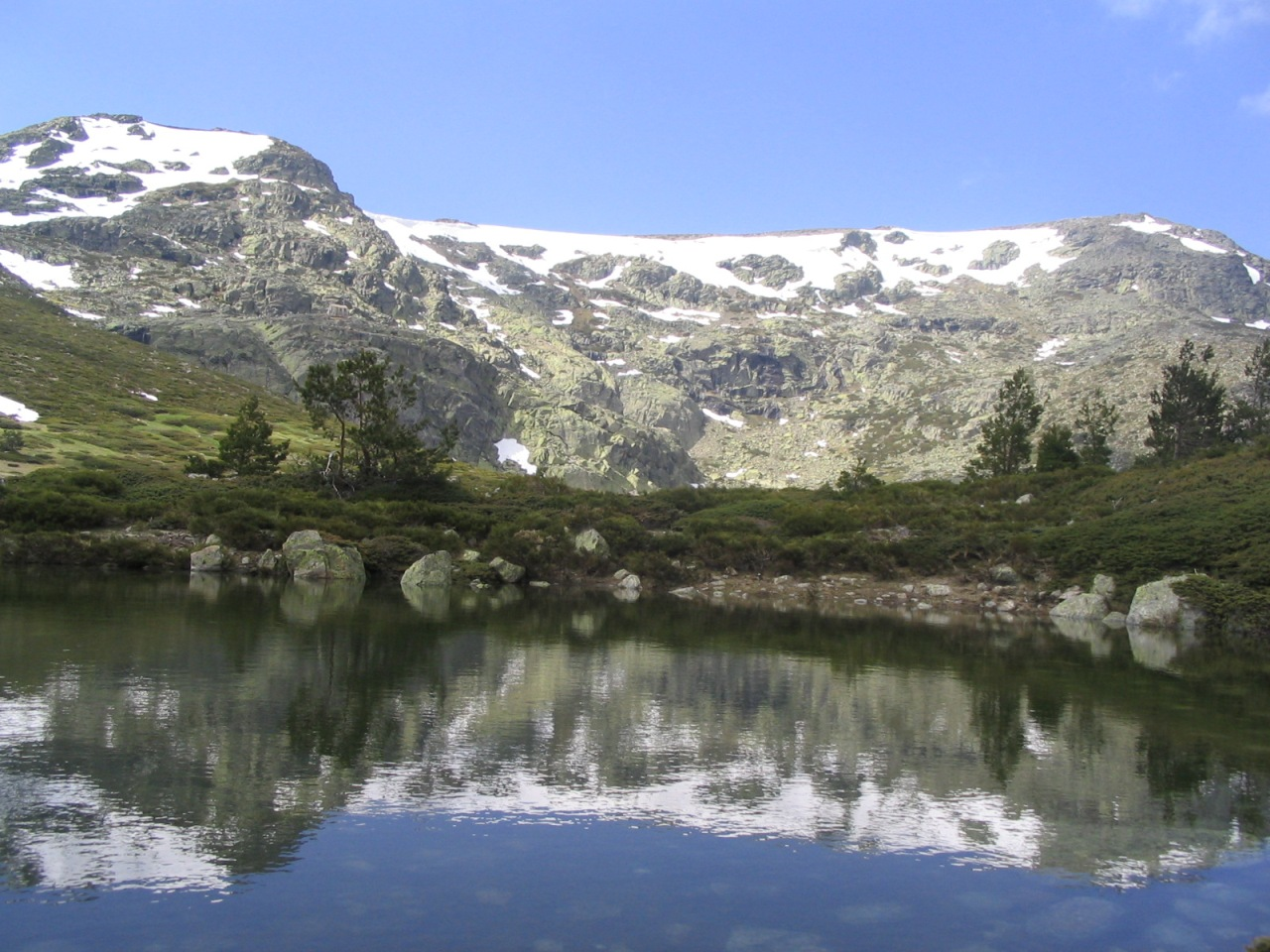
Peñalara

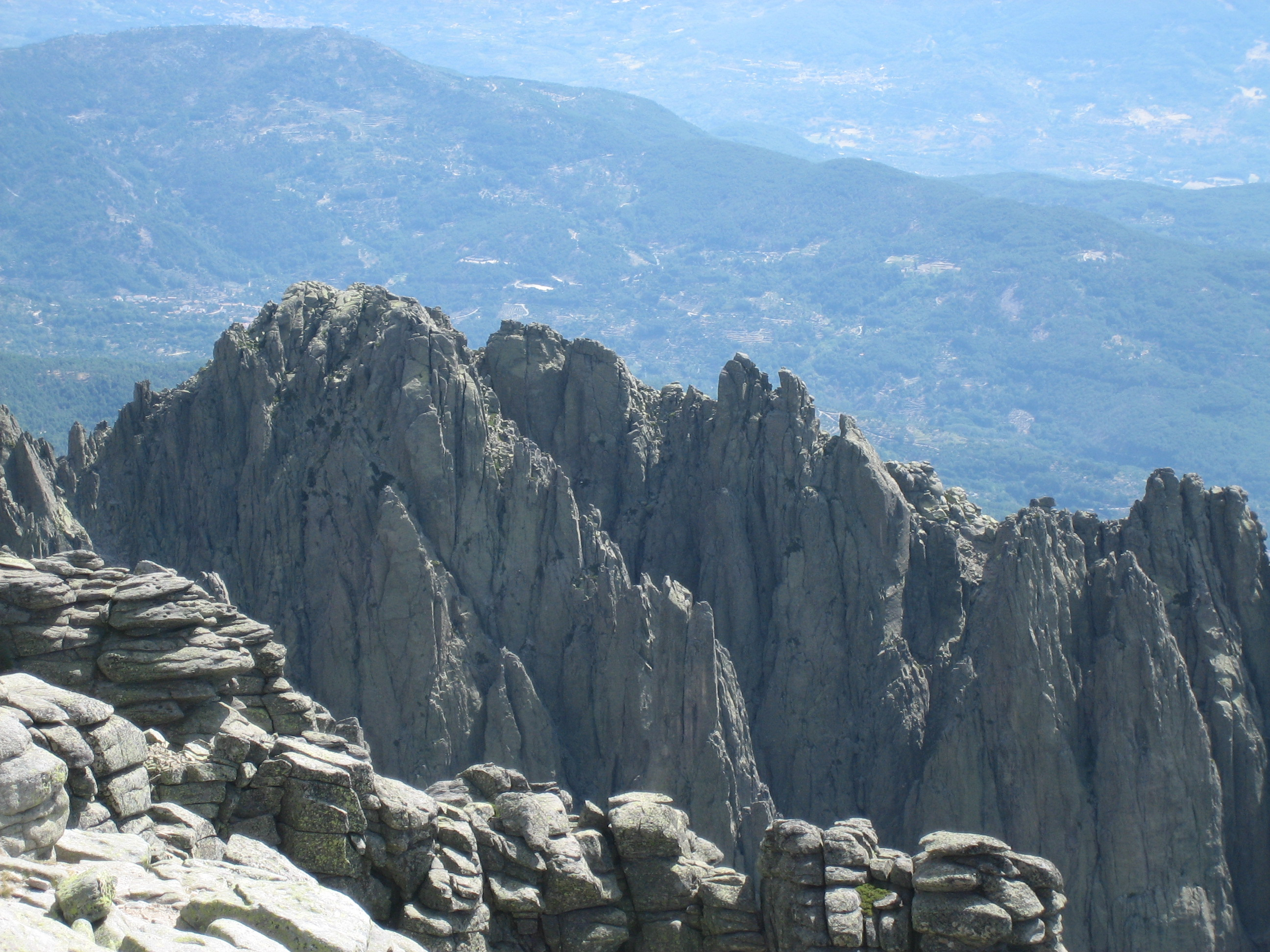
Los Galayos

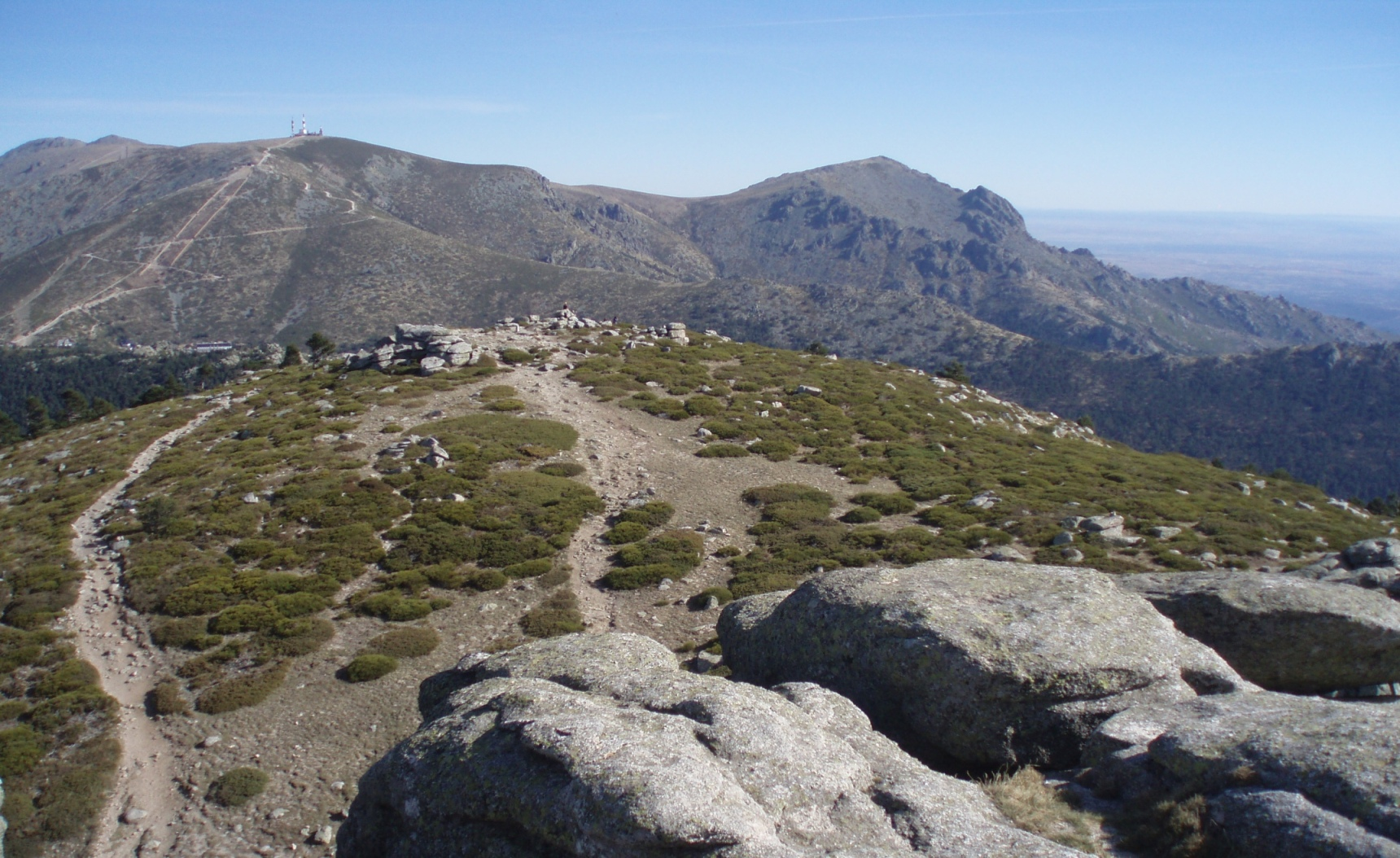
Cabezas de Hierro

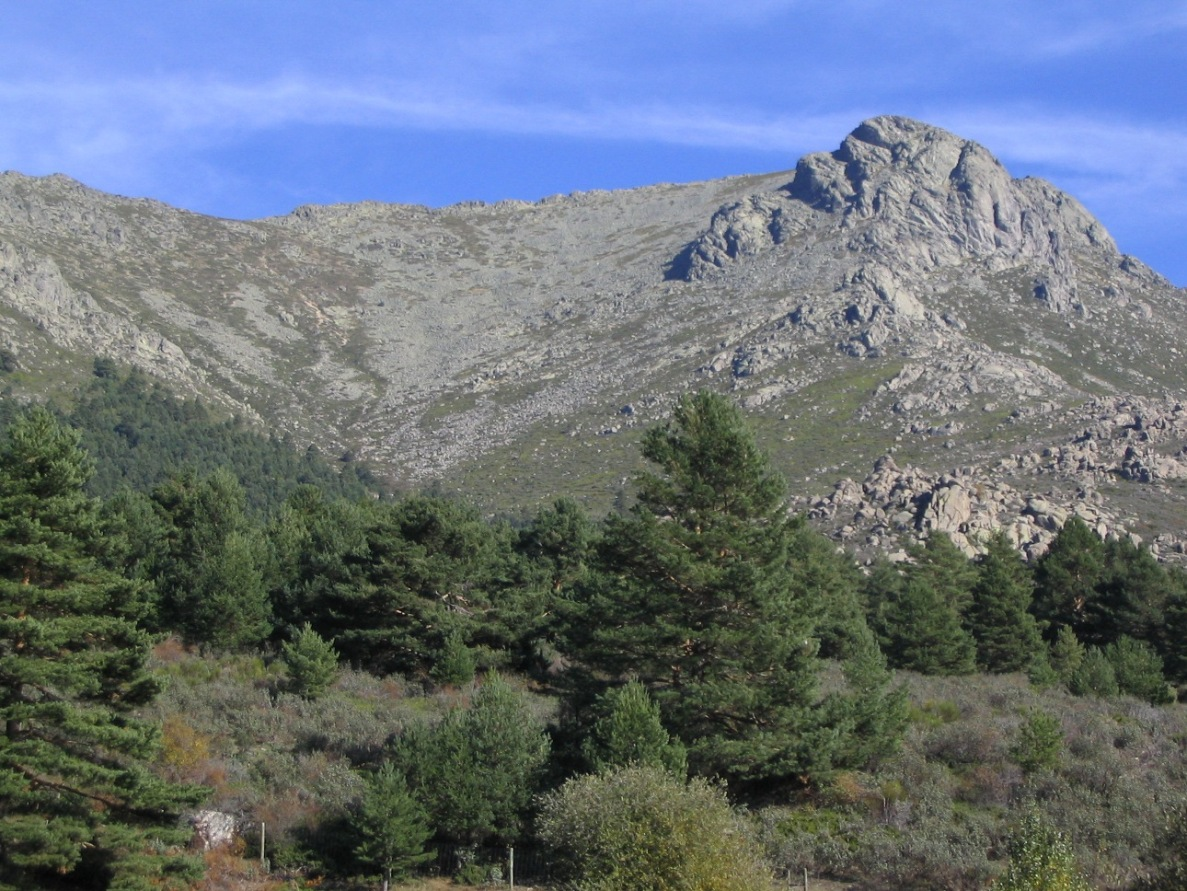
La Maliciosa

Góry Kastylijskie (hiszp. Sistema Central - Kordyliera Centralna) – łańcuch górski w Hiszpanii i Portugalii, w środkowej części Mesety Iberyjskiej. Najwyższym ich szczytem jest Almanzor, który osiąga wysokość 2592 m.

## Geologia
Eoceńskie ruchy tektoniczne doprowadziły do wypiętrzenia szeregu zrębów zbudowanych głównie ze starych granitów i łupków krystalicznych, jedynie wschodnia część Sierra de Guadarama ma mezozoiczne pokrywy na starszym, hercyńskim podłożu. Wierzchołki gór, wskutek erozji są dosyć silnie zniszczone i wykazują pewną asymetrię. Stoki południowe są bardziej strome, gwałtownie przechodząc w kotlinowate równiny Nowej Kastylii. Stoki północne wykazują większą łagodność, co wynika z faktu istnienia od północy wyraźnego uskoku tektonicznego a od południa fleksur. Grupy górskie wchodzące w skład Gór Kastylijskich tworzą szereg równolegle do siebie biegnących grzbietów, oddzielonych podłużnymi obniżeniami. Poza podszczytowymi zrównaniami w wyższych partiach gór zaznaczają się plejstoceńskie formy polodowcowe. Góry Kastylijskie stanowią dział wodny między dorzeczami Duero i Tagu.

## Podział

### Opis
W skład Gór Kastylijskich wchodzą 3 większe i kilka mniejszych zrębowych bloków. W części zachodniej (Portugalia) są to góry Serra da Estrela (Torre – 1993 m n.p.m.) przechodzące w leżące już na terytorium Hiszpanii Sierra de Gata (Pico Jálama – 1493 m n.p.m.) i Sierra de Francia (Peña de Francia – 1732 m n.p.m.), za którymi znajduje się dosyć szerokie obniżenie wykorzystywane przez rzekę Alagón. Dolina ta stanowi ważny łącznik komunikacyjny pomiędzy ziemiami dawnego królestwa León a Estremadurą. Za obniżeniem znajduje się najwyższe pasmo Gór Kastylijskich Sierra de Gredos (Almanzor – 2592 m n.p.m.), z którym sąsiadują Sierra de Bejar (Canchal de la Ceja – 2430 m n.p.m.), Sierra de Villafranca (Cerro Moros - 2059 m n.p.m.), La Serrota (Cerro del Santo – 2294 m n.p.m.), Sierra de la Paramera (Pico Zapatero – 2160 m n.p.m.) i od północy Sierra de Ávila (Cerro de Gorría – 1727 m n.p.m.). Kolejnym na wschód pasmem, oddzielonym doliną Alberche jest Sierra de Guadarama (Peñalara – 2430 m n.p.m.) i sąsiadujące z nim Sierra de Malagón (Cueva Valiente – 1903 m n.p.m.). Wschodnią część Sierra de Guadarama zajmuje pasmo noszące nazwę Sierra de Samosierra (Pico del Lobo – 2129 m n.p.m.), znajduje się tu słynna przełęcz (Puerta de Samosierra) łącząca Francję i Kraj Basków z Madrytem. Skrajnym, wschodnim pasmem jest Sierra de Ayllón (Pico de la Buitrera – 2064 m n.p.m.).

### Pasma
- Serra da Estrela;
- Sierra de Gata;
- Sierra de Francia;
- Sierra de Béjar;
- Sierra de Gredos;
- Sierra de la Horcajada;
- Sierra de Villafranca;
- Sierra de Piedra Aguda;
- La Serrota;
- Sierra de Hoyocasero;
- Sierra de la Paramera;
- Sierra de Ávila;
- Sierra de Ojos Albos;
- Sierra de Malagón;
- Sierra de San Vicente;
- Sierra de Guadarrama;
- Sierra de Somosierra;
- Sierra de Ayllón;
- Sierra de Alto Rey;
- Sierra de Pela.

## Najwyższe szczyty
- Almanzor - 2592 m,
- Pico La Galana - 2564 m,
- Ameal de Pablo - 2489 m,
- Cerro de los Huertos - 2474 m,
- El Casquerazo - 2437 m,
- Cabeza Nevada - 2433 m,
- Canchal de la Ceja - 2430 m,
- Peñalara - 2428 m,
- Calvitero - 2405 m,
- El Torreón - 2400 m,
- Morezón - 2389 m,
- Cabezas de Hierro - 2383 m,
- La Mira - 2341 m,
- Cerro del Santo - 2294 m,
- Pico del Lobo - 2272 m,
- La Maliciosa - 2227 m,
- Torre de los Galayos - 2216 m.